# Banvakt

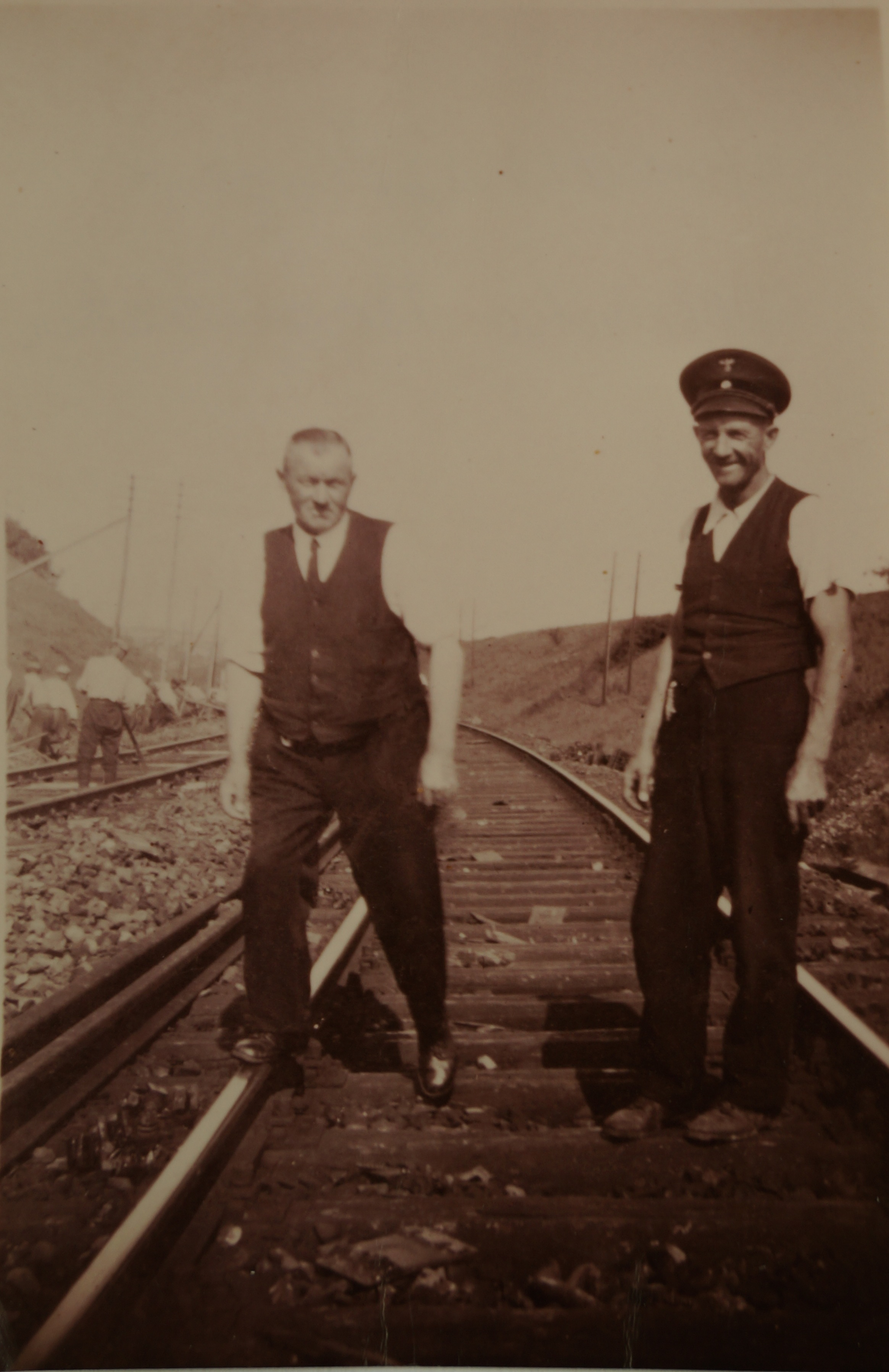
Banvakter vid Deutsche Reichsbahn (Östtyskland) 1950.

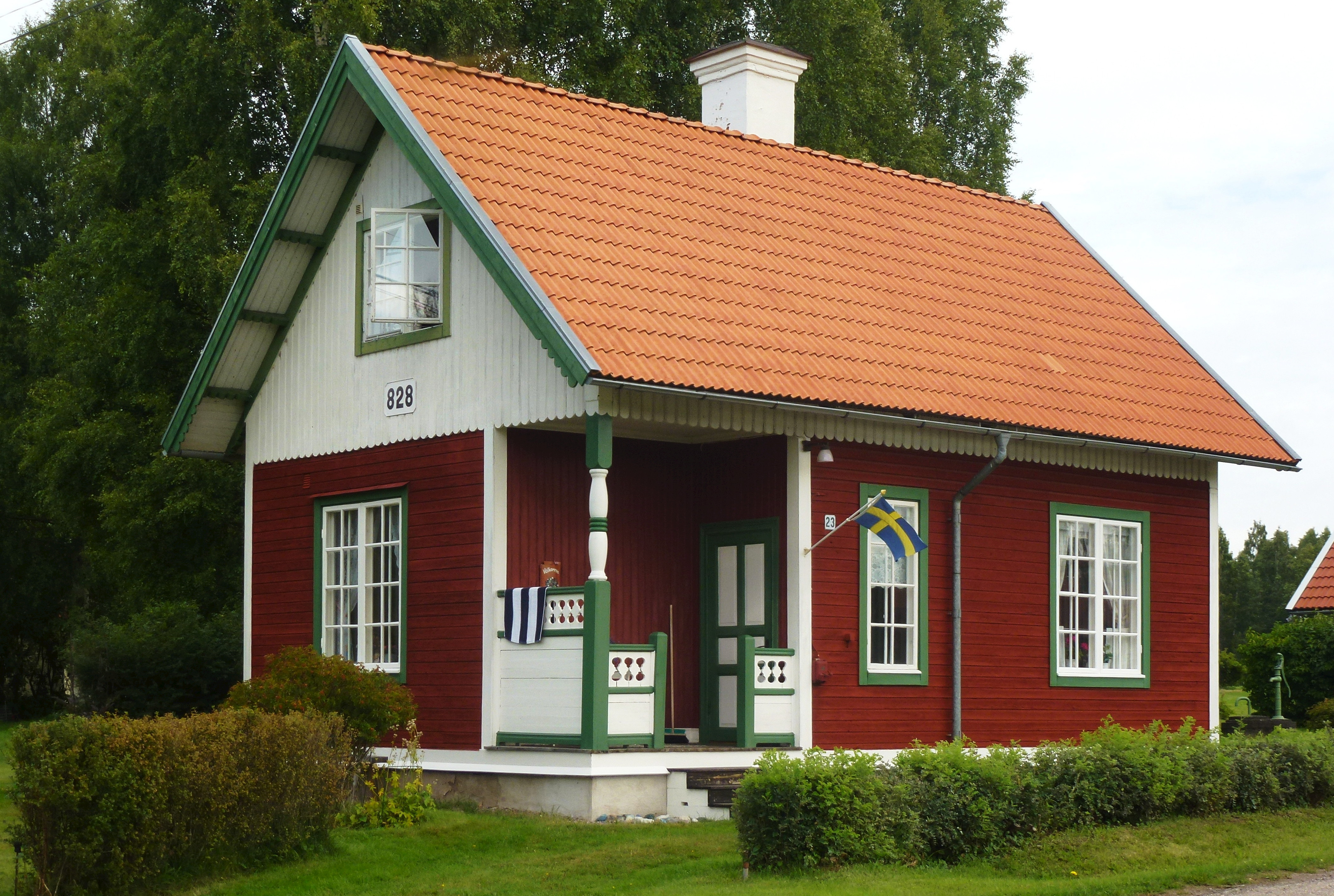
Tidigare banvaktsstuga i Grangärde socken för Stockholm–Västerås–Bergslagens Järnvägar.

Banvakt var i Sverige fram till ungefär 1960 den järnvägstjänsteman vars huvudsakliga uppgift var att hålla uppsikt över en viss sträcka av en järnvägslinje. Förutom att bevaka och besiktiga banvallen längs denna sträcka, ingick det även i yrkesrollen att leda underhållet både av spårområdet samt marken runtomkring. Sträckan skulle besiktigas minst en gång per dag, och detta skedde antingen till fots eller genom att åka dressin.
Banvakter var utstationerade med bara några få kilometers avstånd längs alla större järnvägssträckningar i landet, och bodde i särskilda banvaktstugor med sina eventuella familjer. Dessa banvaktstugor byggdes och tillhandahölls av järnvägen, och det ingick i banvaktens sysslor att också sköta om huset. Ofta var banvaktstugorna små och hade banvakten en stor familj blev det därför ofta trångt om utrymmet. 
Även om boendeförhållandena inte alltid var de bästa och lönen var låg, såg många banvaktstjänstgöringen som ett tryggt och ganska fritt arbete. Fanns det dessutom en vägövergång med manuellt manövrerade bommar i närheten kunde banvaktshustrun dryga ut familjeinkomsterna som grindvakt. I trädgården kring banvaktstugan odlade familjen ofta grönsaker och frukt till husbehov. 
Nya maskiner för banunderhåll och ändrade arbetsförhållanden gjorde att banvaktssystemet avvecklades i mitten av 1900-talet. Fortfarande finns dock hundratals banvaktstugor kvar, och dessa används numera huvudsakligen som fritidshus.